# Gustav Kaufmann (Jurist)

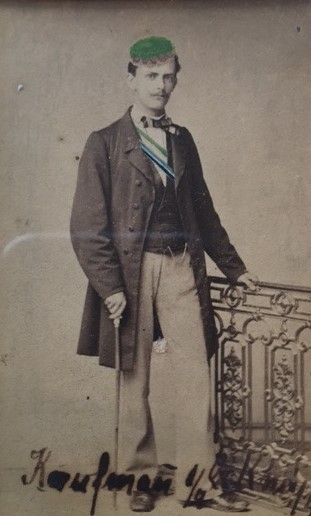
Gustav Kaufmann

Gustav Wilhelm Ludwig Kaufmann (* 24. August 1842 in Erfurt; † 9. Oktober 1919) war ein deutscher Richter. Zuletzt war er Senatspräsident am Reichsgericht.

## Leben
Kaufmann studierte Rechtswissenschaft an der Friedrichs-Universität Halle und der Eberhard Karls Universität Tübingen. Er wurde im Corps Saxonia Halle (1861) und im Corps Franconia Tübingen (1862) aktiv. 1864 wurde er auf den König von Preußen vereidigt. 1870 wurde er Gerichtsassessor. Am Deutschen Krieg und am Deutsch-Französischen Krieg nahm er als Offizier teil. Nachdem er 1872 die Assessorprüfung abgelegt hatte, kam er als Hilfsarbeiter an das Justizministerium. 1874 wurde er Kreisrichter am Amtsgericht Quedlinburg. 1879 ernannte man ihn zum Landrichter in Osnabrück. Später wurde er nach Halle (Saale) versetzt. 1889 wurde er zum Oberlandesgerichtsrat in Naumburg befördert. 1893 kam er an das Reichsgericht in den II. Strafsenat. Von 1903 bis 1905 war er Vorsitzender der Kommission zur Revision des Strafprozessrechts. 1906 wurde er zum Präsidenten des neuerrichteten V. Strafsenats ernannt. Auf Grund eines Ischiasleidens trat er 1912 vorzeitig (mit 70 Jahren) in den Ruhestand.

## Ehrungen
- Eisernes Kreuz II. Klasse
- Dr. iur. h. c. der Universität Leipzig (1904)
- Ehrenmitglied des Corps Saxonia Halle